# Terremoto delle Samoa del 2009
Il terremoto delle Samoa del 2009 è stato un evento sismico di magnitudo 8,1 che ha avuto luogo nella regione delle isole Samoa alle ore 6:48:11 locali del 29 settembre 2009.

## Tsunami
Dato che il terremoto si è verificato in mare, si è venuto a creare un forte tsunami  che ha investito le coste di diverse nazioni. Nelle Samoa Americane, in Samoa e in Tonga ci sono state vittime confermate. Grandi onde, ma senza che esse abbiano prodotto gravi danni, sono state registrate sulle coste delle isole Figi, della Nuova Zelanda e sulla costa ovest degli Stati Uniti d'America.

### Samoa Americane
Nelle Samoa Americane lo tsunami ha colpito subito dopo il terremoto con quattro onde che hanno raggiunto un'altezza compresa tra i 4,6 e i 6,1 metri. L'acqua è arrivata a circa 1,6 km dalla capitale Pago Pago, sull'isola di Tutuila.
In seguito alle onde un intero villaggio sulla spiaggia è stato spazzato via, facendo 32 vittime tra la popolazione.

### Samoa
Nelle isole Samoa la capitale Apia, sull'isola di Upolu, è stata interamente evacuata dopo il terremoto.
Ben venti villaggi sono stati distrutti dallo tsunami, incluso Lepa dove risiede il Primo Ministro samoano.
Fonti ufficiali dichiarano che la conta è arrivata a 123 morti.

### Tonga
Tonga è stata investita da un'onda alta circa 4 metri. Il governo ufficializza che 9 persone sono morte.

### Nuova Zelanda
L'onda dello tsunami, alta circa 1 metro, è arrivata circa tre ore dopo il terremoto alle ore 9:45, e si è infranta sulla costa nord. Nella Baia di Plenty è stato interrotto il collegamento di battelli. Nessun danno rilevante è stato registrato.

## Scosse di assestamento
Di seguito sono riportate le scosse di assestamento superiori al grado 5,0 della scala Richter. Le scosse con grado superiore a 6,0 sono evidenziate in blu chiaro, mentre la scossa principale in blu.
| Data       | Ora (UTC) | Latitudine | Longitudine | Profondità | Magnitudo |
| ---------- | --------- | ---------- | ----------- | ---------- | --------- |
| 29-09-2009 | 17:48:11  | 15.558° S  | 172.073° W  | 18 km      | 8,1 (Mw)  |
| 29-09-2009 | 18:08:22  | 15.467° S  | 172.092° W  | 10 km      | 5,6 (Mw)  |
| 29-09-2009 | 18:19:36  | 15.952° S  | 171.611° W  | 10 km      | 5,6 (Mw)  |
| 29-09-2009 | 18:21:42  | 16.197° S  | 173.069° W  | 10 km      | 5,8 (Mw)  |
| 29-09-2009 | 23:11:51  | 15.565° S  | 173.365° W  | 10 km      | 5,5 (Mw)  |
| 29-09-2009 | 23:45:03  | 15.840° S  | 172.531° W  | 10 km      | 5,9 (Mw)  |
| 1-10-2009  | 06:13:30  | 15.116° S  | 172.935° W  | 10 km      | 5,7 (Mw)  |
| 2-10-2009  | 01:07:39  | 16.579° S  | 173.274° W  | 10 km      | 6,1 (Mw)  |
| 14-10-2009 | 18:00:22  | 14.968° S  | 174.919° W  | 10 km      | 6,3 (Mw)  |
| 17-10-2009 | 10:45:27  | 16.332° S  | 171.964° W  | 10 km      | 5,9 (Mw)  |

## Galleria d'immagini

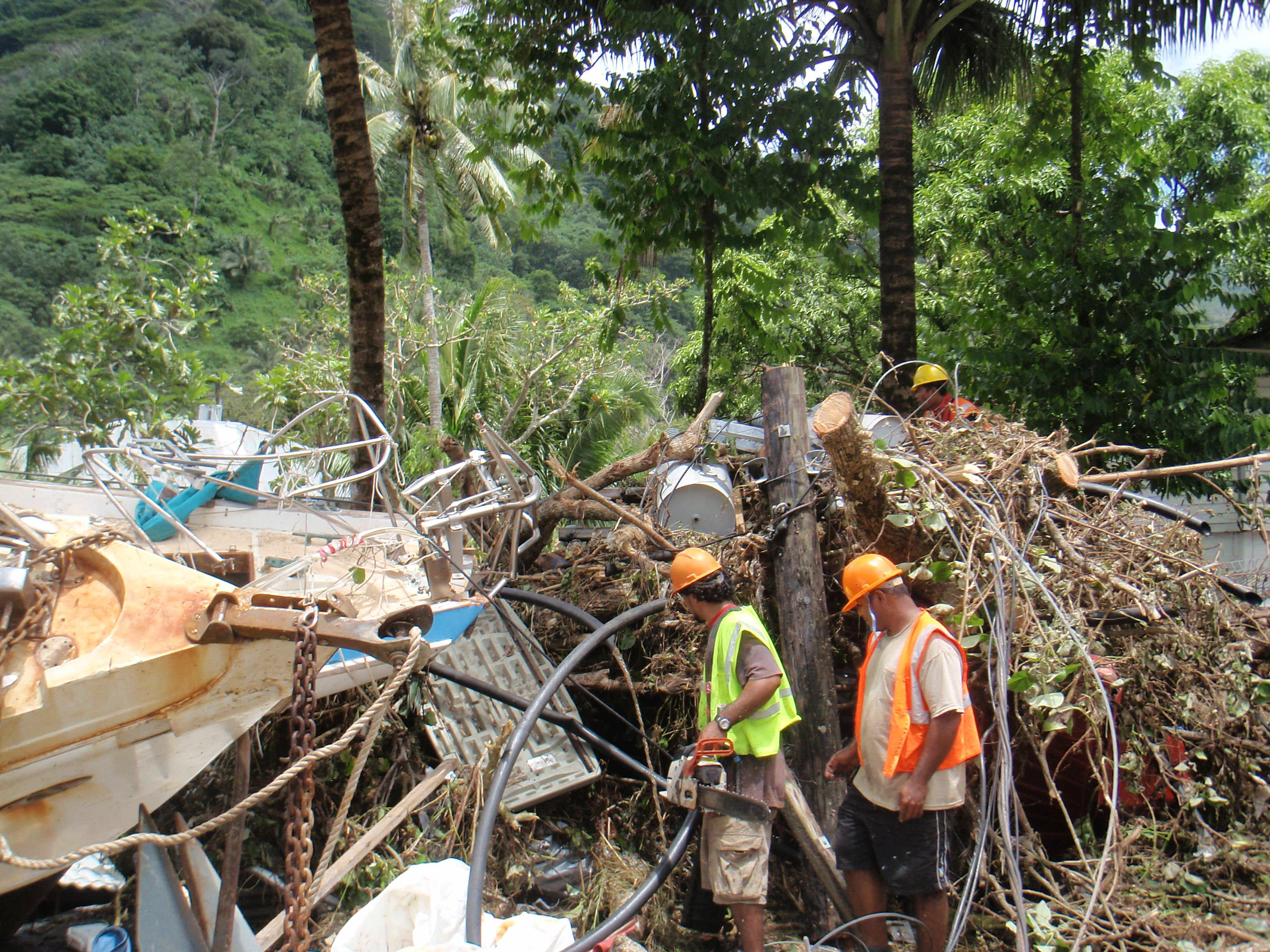
Equipaggi al lavoro nelle zone colpite dallo Tsunami
- Video dell'arrivo dell'onda anomala ripreso da una telecamera di sicurezza di un parcheggio a Pago Pago